# 울피아 빅트릭스 제30군단
울피아 빅트릭스 제30군단 (Legio XXX Ulpia Victrix, "트라야누스의 승리의 제30군단")은 제정 시기 로마군의 군단 중 하나이다. 상징은 넵투누스와 유피테르, 마갈궁이었다. '울피아'는 트라야누스의 겐스 ('울피아')이고, 코그노멘 '빅트릭스'는 라틴어로 형용사 "승리의"를 의미하며, 다키아 전쟁에서 이들이 용맹한 행동을 보여 수여된 것이다. 5세기 초에 라인강 국경선이 버려질 때까지 활동했었다.

## 역사
트라야누스 황제가 다키아 전쟁 동원을 위해 서기 100년에 창설했다.
소속 군단병 일부가 트라야누스의 파르티아 원정에 참전하기는 했으나, 울피아 빅트릭스의 첫 주둔지는 다뉴브강 국경의 다키아 속주였다. 122년에 게르마니아 인페리오르 속주의 '콜로니아 울피아 트라이아나' (오늘날 크산텐)로 배치되어, 수 세기간 그곳에 남아있었다. 이들의 주 임무는 공공건설사업 및 치안 업무였다.

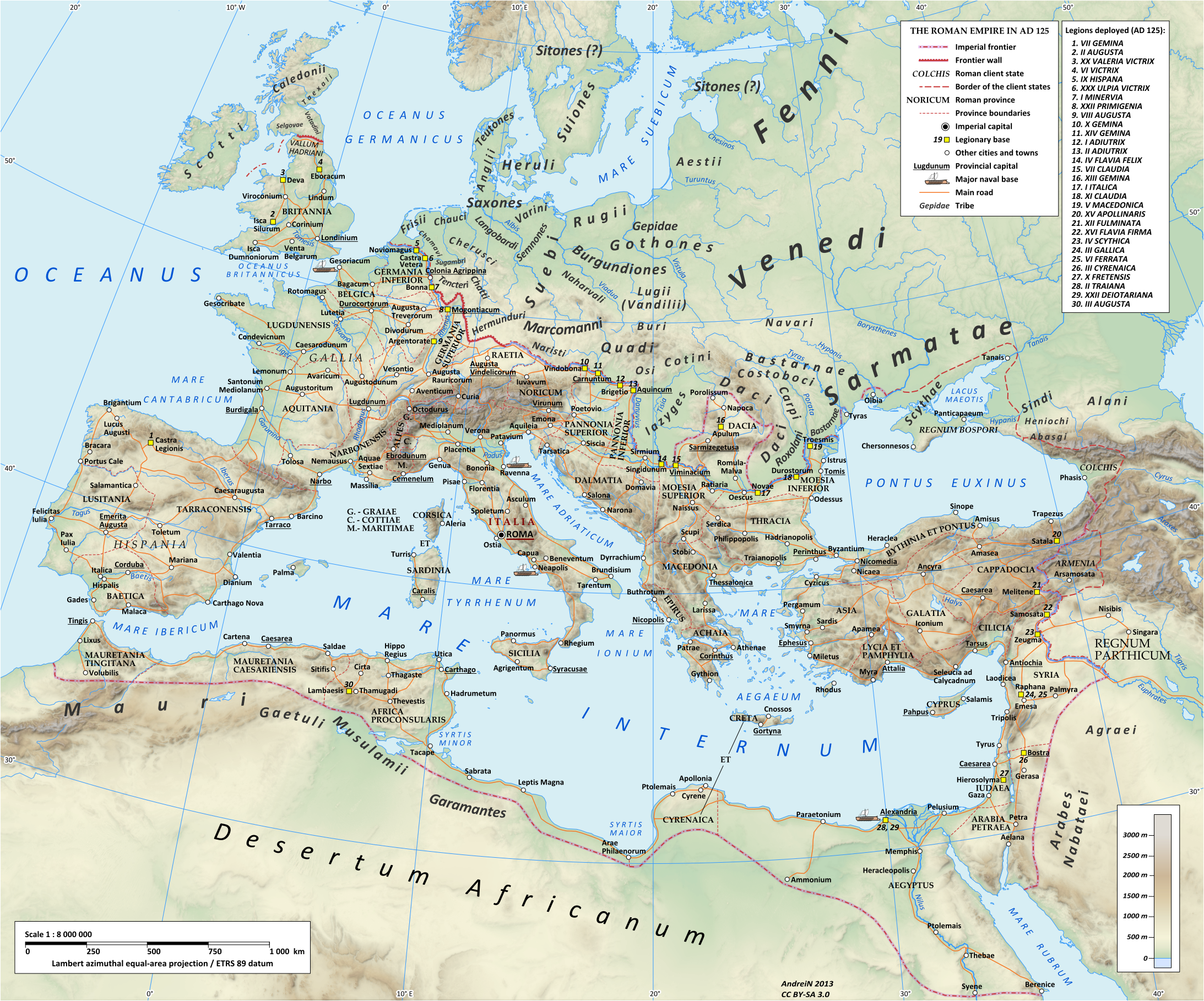
서기 122년부터 5세기까지 게르마니아 인페리오르의 카스트라 베테라 (독일 크산텐)에 배치된 울피아 빅트릭스 제30군단을 나타내는, 하드리아누스 황제 시기인 서기 125년의 로마 제국 지도

2세기와 3세기 초 시기에, '울피아 빅트릭스' 제30군단 소속 부대들이 게르마니아 인페리오르의 평화로운 상황 때문에 파르티아와 더불어 갈리아, 마우레타니아 등 다른 로마 속주들로 파견되었다. 이들은 안토니누스 피우스의 마우레타니아 원정에 참전하기도 했다.

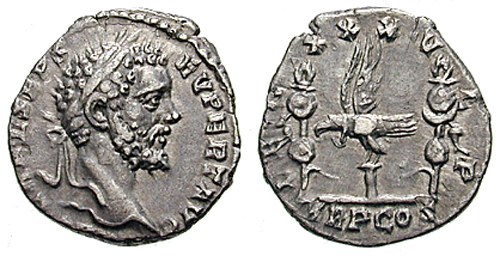
‘울피아 빅트릭스’ 제30군단은 판노니아 방면 사령관 셉티미우스 세베루스의 자줏빛을 위한 항쟁을 지지하였다. 이 데나리우스는 193년에 이 군단을 기념하여 주조된 것이다.

193년의 내전 중에, ‘울피아 빅트릭스’ 제30군단은 셉티미우스 세베루스를 지지하였고, 그는 군단에 Pia Fidelis ("충실과 충직")이라는 칭호를 내려주었다.
울피아 군단은 알렉산데르 세베루스 황제의 235년의 사산 제국과 원정에 동원되었다. 이후에 알렉산데르 세베루스의 라인강 국경 지대 원정에도 연루되었을 것이다. 250년대의 갈리에누스의 프랑크족과 전쟁에도 거의 분명히 연관되었다. 260년에 친위대 사령관 그리고 260년대 중반에 프라이펙투스 우르비가 되는 L. 페트로니우스 타우루스 볼루시아누스는 이 시기에 울피아 군단의 ‘프리무스 필루스’였다. 포스투무스 (260–274)의 갈리아 제국을 지지했고 아우렐리아누스가 274년 처절한 카탈라우니아 평야 전투 (Châlons-en-Champagne)에서 테트리쿠스 1세를 제압했을 때 군단이 대단한 피해를 입었다는 것은 부정의 여지가 없다.

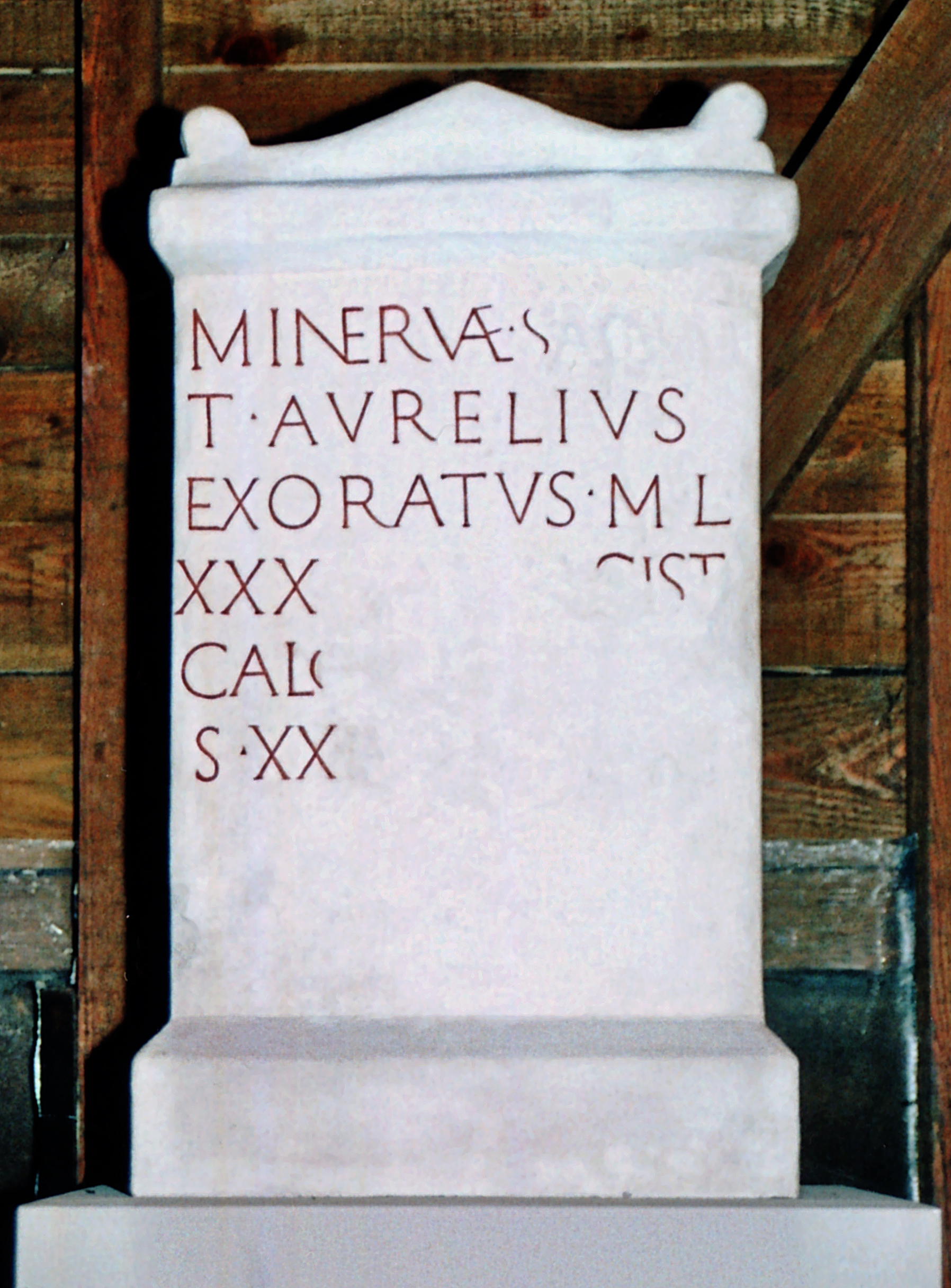
노르트라인베스트팔렌주 바트뮌스터아이펠의 일부인 이베르하임에서 제30군단은 커다란 석회 가마를 두었다. 이 돌은 병사 티투스 아우렐리우스 엑소라투스 사람이 세운 것이다.

로마군의 개편 (콘스탄티우스 1세 클로루스으로), 국경을 지키는 로마 군단들은 중요성을 리메스 후방에서 주로 기병을 기반으로 한 부대인 코미타투스에 내주고 만다. 408-410년 이후 라인강 국경 붕괴는 울피아 빅트릭스 군단 역사의 종지부를 찍었다.

## 확인된 인물
| 이름                                        | 지위              | 시간대                   | 속주                  | 출처                |
| ------------------------------------------- | ----------------- | ------------------------ | --------------------- | ------------------- |
| 루키우스 아이밀리우스 카루스                | 레가투스          | 135년경                  | 게르마니아 인페리오르 | 《CIL》 VI, 1333    |
| 그나이우스 율리우스 베루스                  | 레가투스          | 144년경-147년경          | 게르마니아 인페리오르 | 《CIL》 III, 2732   |
| 가이우스 율리우스 세베루스                  | 레가투스          | 147년경-150년경          | 게르마니아 인페리오르 | CIG 4029 = ILS 8829 |
| [...] Egr[ilius Plarianus]                  | 레가투스          | 161/169년 혹은 177/180년 | 게르마니아 인페리오르 | AE 1969/70, 82      |
| 루키우스 사이비니우스 프로쿨루스            | 레가투스          | 170년경-172년경          | 게르마니아 인페리오르 | AE 1969/70, 601     |
| 퀸투스 마르키우스 갈리아누스                | 레가투스          | 220년경                  | 게르마니아 인페리오르 | 《CIL》 XIII, 8810  |
| 칸누티우스 모데스투스                       | 레가투스          | 223년경                  | 게르마니아 인페리오르 | 《CIL》 XIII, 8607  |
| 퀸투스 페트로니우스 멜리오르                | 레가투스          | 3세기                    | 게르마니아 인페리오르 | 《CIL》 XI, 3367    |
| 가이우스 유니우스 파우스티누스              | 레가투스          | 3세기                    | 게르마니아 인페리오르 | [ 4 ]               |
| 가이우스 율리우스 셉티미우스 카스티누스     | 둑스              | 3세기                    | 게르마니아 인페리오르 | [ 4 ]               |
| 가이우스 카타니우스 테르티우스              | 군단병            | 3세기                    | 게르마니아 인페리오르 |                     |
| 티투스 카이손니우스 큉크티아누스            | 트리부누스 밀리툼 | c. 125                   | 게르마니아 인페리오르 | 《CIL》 V, 865      |
| 페트로누스 포르투나투스                     | 군단병            | 2세기                    | 게르마니아 인페리오르 | [ 5 ]               |
| 루키우스 페트로니우스 타우루스 볼루시아누스 | 프리무스 필루스   | 253년경                  | 게르마니아 인페리오르 | 《CIL》 XI, 1836    |

## 같이 보기
- 로마 군단 목록과 로마 군단
- 울피아 씨족